# Володимирці
Володи́мирці — село в Україні, у Стрийському районі Львівської області. Населення становить 764 особи. Орган місцевого самоврядування — Журавненська селищна рада.

## Історія
Згадується 1 травня 1447 року в книгах галицького суду.
У податковому реєстрі 1515 року в селі документується піп (отже, уже тоді була церква), млин і 5 ланів (близько 175 га) оброблюваної землі.

## Політика

### Парламентські вибори, 2019
На позачергових парламентських виборах 2019 року у селі функціонувала окрема виборча дільниця № 460398, розташована у приміщенні школи.
Результати
- зареєстровано 599 виборців, явка 58,60%, найбільше голосів віддано за «Слугу народу» — 26,21%, за «Голос» — 17,09%, за «Європейську Солідарність» — 16,52%.[5] В одномандатному окрузі найбільше голосів отримав Андрій Кіт (самовисування) — 36,86%, за Олега Канівця (Громадянська позиція) — 18,57%, за Андрія Гергерта (Всеукраїнське об'єднання «Свобода») — 12,29%[6].

## Відомі люди
- Ґудзоватий Петро Іванович (1912—1946) — шеф штабу ВО-4 «Тютюнник» та Східної ВО (з'єднані групи «44»).
- Паламар Григорій (1929—2010) — український художник, один з провідних майстрів країни в техніці художнього скла, Заслужений художник України.